# Вікрил

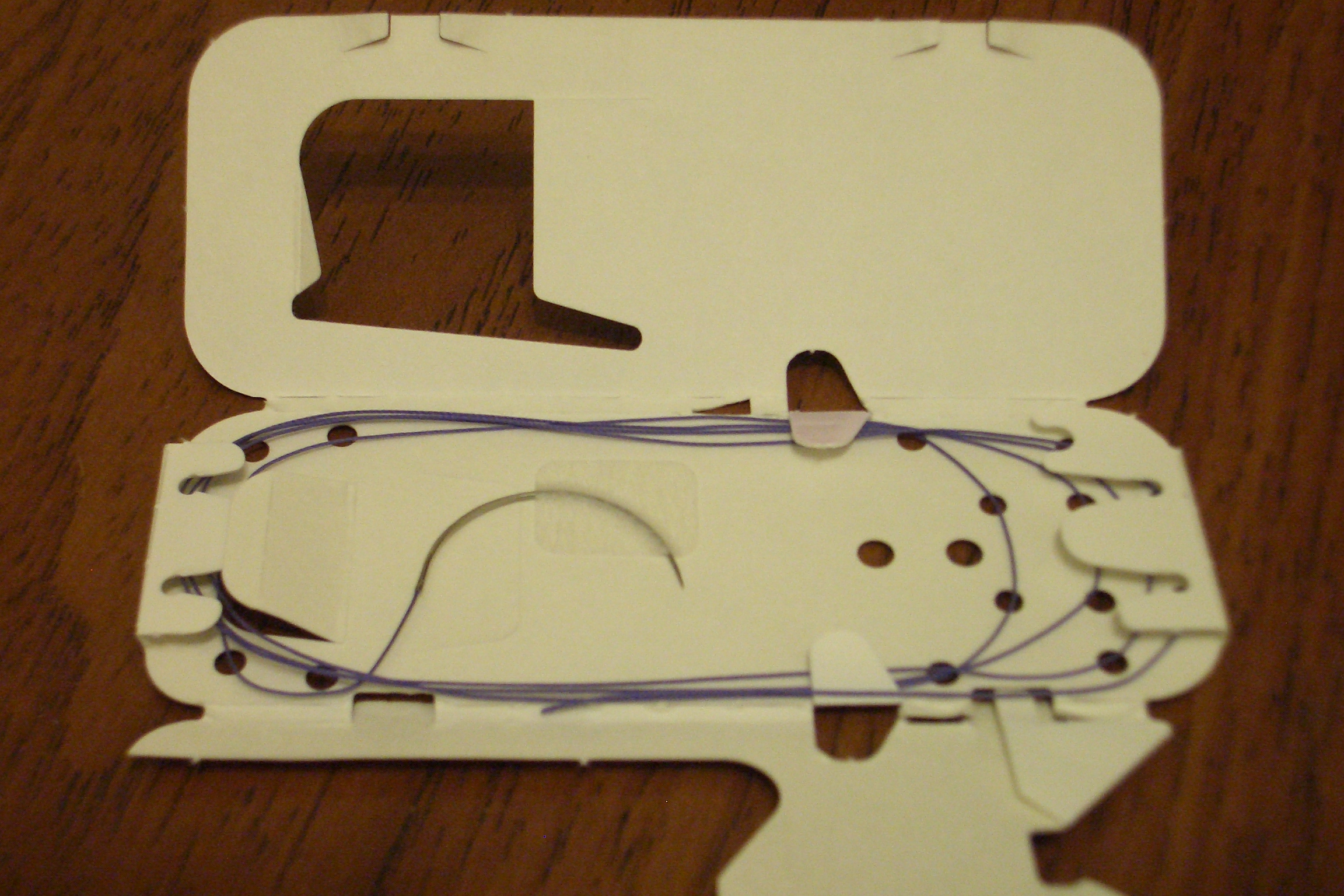
Вікрил хірургічний 3-0, 70 см з атравматичною голкою

Вікрил (англ. Vicryl, Polyglactin 910) — являє собою синтетичний стерильний хірургічний шовний матеріал, здатний до розсмоктування в тканинах. Виробником є компанія Ethicon Inc. — дочірня компанія Johnson & Johnson. Виготовляється з синтетичного кополімеру, що складається на 90 % з гліколіду і на 10 % з L-лактиду.

## Структура
Емпірична формула кополімеру — (С2H2O2)m(C3H4O2)n. 
Є комбінацією двох сполук — 90 % гліколід, і 10 % з L-лактид — хімічно-структурна назва Поліглактин 910 (англ. Polyglactin 910).

## Застосування
Вікрил застосовується:
- в гінекології для зшивання вагінальних м'язів;
- в стоматології для накладання швів на слизову оболонку після видалення зуба, імплантації, тощо;
- в абдомінальній хірургії, на органах шлунково-кишкового тракту;
- при внутрішньошкірних косметичних маніпуляціях;
- в урології при операціях на органах сечовивідної системи — нирках, сечовому міхурі;
- при офтальмологічних операціях.[1]

Вікрил є альтернативою натуральному кетгуту, але має низку переваг перед ним. У порівнянні з кетгутом, вікрил значно зручніший в роботі, так як він не ковзає, більш міцний і має передбачувані терміни розсмоктування. Розсмоктування відбувається поступово, з розкладанням шовних ниток на кислоти — гліколеву та молочну, далі за цим відбувається їх асиміляція. Міцність ниток на розрив змінюється за час перебування в рані, складаючи 75 % до 14-го дня, на 21-й день вона дорівнює 50 % для нитки  товщиною 6-0 і 40 % для нитки товщиною 7-0 і тонше. Повне розсмоктування відбувається за 56-70 днів.
При трансплантації нирок використовується вікрилова сітка для підтримки органів і зниження частоти судинних ускладнень.